# Ozgkiour Ferchat
Ozgkiour Nazif Ferchat (grec moderne : Φερχάτ Οζγκιούρ Ferchát Ozgkioýr; en turc : Özgür Ferhat), né en 1985 en Grèce, est un dentiste et homme politique grec, issu de la minorité musulmane de Thrace occidentale.

## Biographie
Il a grandi, vit et travaille à Íasmos, dans le district régional de Rhodope, en Macédoine-Orientale-et-Thrace. Il a commencé à l'école élémentaire minoritaire et a terminé ses études secondaires à Íasmos. Il est ensuite diplômé de l'école dentaire d'Athènes.
Aux élections législatives grecques de mai 2023, il est élu député au Parlement grec sur la liste du SYRIZA.
Il parle grec, turc et anglais.